# Papaver himalayicum
Papaver himalayicum är en vallmoväxtart som beskrevs av Paul Cretzoiu. Papaver himalayicum ingår i släktet vallmor, och familjen vallmoväxter. Inga underarter finns listade i Catalogue of Life.